# 2009年重庆高考加分丑闻
2009年重庆高考加分丑闻是指发生在中国2009年高考时，重庆巴蜀中学被怀疑至少有70人的民族成分发生变更，利用少数民族加分政策取得高考加分的作假事件。后经重庆教委联合各部组成的调查组调查，巴蜀中学确有6名少数民族考生系伪造。除巴蜀中学外，还有其他五所学校均有伪造的少数民族考生（其中重庆一中6人，重庆南开中学8人，重庆八中2人，重庆育才中学1人，四川外语学院附属外国语学校3人）。此事件过后，重庆南开中学因该校文科状元何川洋也参与了造假，而陷入舆论漩涡。

## 具体数据
高考加分中存在的种种不公平现象一直以来受到社会关注，作为加分人数比例高居全国榜首的重庆市，有调查发现，每5个考生中几乎就有一个考生加分。
重庆市高考加分项目繁多，2009年重庆市高考报名人数是196759名，是全国仅有的四个增加人数的省市之一。重庆今年高考加分人数为3.37万人，占考生总数约17.19%，也就是说重庆高考考生中平均近5个人就有1个人获得加分。这3.37万获得加分的考生，减去少数民族加分考生13000多人，有两万多人获得的是其他项目加分。
2008年，重庆少数民族考生造假问题一度被广泛关注。后据调查，一共查实31名违规更改民族成分的考生。当然，这批考生被取消2008全国普通高校招生录取资格。2008高考加分丑闻曝光后，2009年重庆市大幅减少了高考加分的项目和分数，然而，2009年重庆加分人数高达17.19%的比例，仍然是高居全国榜首。